# Haywire (2011)
Haywire  is een Amerikaanse actiefilm uit 2011.

## Verhaallijn
De geheim agente Mallory Kane werkt freelance voor verschillende organisaties die klussen hebben die regeringen niet goedkeuren. Wanneer ze een klus heeft in Dublin gaat het echter fout. Ze ontdekt dat ze bedrogen is en moet al haar vaardigheden aanwenden om een internationale klopjacht te ontlopen.

## Rolverdeling
| Acteur               | Personage    |
| -------------------- | ------------ |
| Gina Carano          | Mallory Kane |
| Michael Fassbender   | Paul         |
| Ewan McGregor        | Kenneth      |
| Bill Paxton          | John Kane    |
| Channing Tatum       | Aaron        |
| Antonio Banderas     | Rodrigo      |
| Michael Douglas      | Coblenz      |
| Michael Angarano     | Scott        |
| Mathieu Kassovitz    | Studer       |
| Eddie J. Fernandez   | Barroso      |
| Anthony Brandon Wong | Jiang        |
| Natascha Berg        | Liliana      |
| Maximino Arciniega   | Gomez        |